# سنگ‌درمیان سفلی
سنگ‌درمیان سفلی، روستایی از توابع دهستان دیره بخش مرکزی شهرستان گیلانغرب در استان کرمانشاه ایران است.

## جمعیت
این روستا در دهستان دیره قرار دارد و براساس سرشماری مرکز آمار ایران در سال ۱۳۸۵، جمعیت آن ۹۷ نفر (۲۱خانوار) بوده‌است.